# Martha Chase
Martha Cowles Chase (1927 – 8 de agosto de 2003), también conocida como Martha C. Epstein, fue una bióloga estadounidense especializada en genética, famosa mundialmente por haber demostrado, en 1952, que el ADN es el material genético para la vida, y no las proteínas, junto con Alfred Hershey.

## Biografía
Marta Chase nació el 30 de noviembre de 1927 en Cleveland, Ohio. En 1950 se graduó en Ciencias de la Universidad de Wooster y en 1964 obtuvo su doctorado en la Universidad del Sur de California.
En 1952 trabajó como asistente de laboratorio del experto en bacterias Alfred Hershey en el Cold Spring Harbor Laboratory de la Universidad del Sur de California. Ambos demostraron en el denominado experimento de Hershey y Chase que es el ADN la base del material genético, y no las proteínas. Posteriormente sería muy respetada como genetista.
Varios sucesos que le ocurrieron durante la década de 1960 terminaron su carrera como científica. Pasó décadas padeciendo una forma de demencia que la privaba de su memoria a corto plazo.